# Fiscus iudaicus

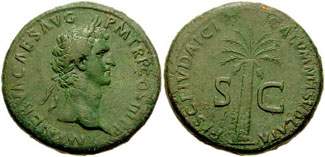
Moneta di Nerva celebrante l'abolizione del fiscus iudaicus.

Il fiscus iudaicus è la tassa creata dall'imperatore Vespasiano (che regnò su Roma dal 69 al 79 d.C.) e cui andarono soggetti gli Ebrei sconfitti dal figlio Tito.
Era, infatti, pagata dagli ebrei assoggettati all'Impero romano dopo la distruzione del Tempio di Gerusalemme in favore del tempio di Giove Capitolino in Roma. Essi erano obbligati a versare ogni anno due dracme ciascuno. Il fiscus iudaicus fu imposto a tutti gli ebrei; gli unici che erano esenti dal pagamento della tassa erano coloro che avevano abbandonato l'ebraismo.
Anche tramite questo tributo l'imperatore riuscì a risanare le finanze dell'impero dando slancio all'economia e a finanziare la creazione di numerose opere pubbliche.
Il fiscus iudaicus fu abolito dall'imperatore Cocceio Nerva.